# 蘇希亞蘭奇克河
蘇希亞蘭奇克河（烏克蘭語：Сухий Яланчик），是烏克蘭的河流，位於該國東部，流經頓涅茨克州，該河流最終注入亞速海，河道全長77公里，流域面積515平方公里。